# Dekochari
Dekochari ou decoration charinko (デコチャリ or デコレーション・チャリンコ, dekochari or dekorēshon charinko) é uma forma de decoração artística para bicicletas na cultura do Japão datam de meados da década de 1970. "Deko" em japonês é a abreviação de "decoração" e "chari" é uma gíria para "bike". O dekochari foi uma resposta oferecida às crianças para a mania do dekotora ("tora" é a abreviação de "caminhão") que varreu o Japão depois do lançamento de uma série de filmes chamada Truck Yaro (Torakku Yaro). Esses filmes punham em destaque caminhões gigantes enfeitados com cromados e luzes chamativas.
Sem poderem dirigir os enormes caminhões cromados com luzes chamativas que adoravam, as crianças construíam caixas de madeira compensada, colocavam-nas em suas bicicletas e decoravam-nas com cromados e luzes. Quase todos as atuais dekocharis tem luzes elaboradas e várias incluem sistemas de áudio hi-fi e porta-copos.